# Христология
Христология се нарича най-често науката, която се занимава с богословските (теологичните) аспекти на Иисус Христос, но се говори също така например за традиционна христология, христология на ранното християнство и патристиката, на решенията на вселенските събори и отделни богослови, църкви и секти, на иконописта и др. Литературата на тема „Христос“ е необозрима.

## Традиционни църковни христологии
Названия и титли на Иисус Христос в четирите канонични евангелия
От самото начало на първо място се тълкуват названията и мисията на Иисус Христос според Новия завет, въпреки че общоприето е мнението за неопознаемостта на божественото. На някои неразрешими въпроси често се среща мнението „Един Господ знае – той знае всичко“ (Дионисий Ареопагит).
- Спасител (Матей 1, 21; Лука, 2, 11)* Светий Божий (Марк 1, 24)
- Мессия / Христос (Марк 8, 29; Матей 1, 16; 16, 16; Йоан 1, 41, 4, 25, 4, 26)
- Иисус Назарянин син Давидов (Марк 10, 47)
- Господ (Лука 24, 34)
- възлюблен Син Божий (Марк 1, 11; 15, 39, Йоан 1, 49)
- Аз съм; и ще видите Човешкия Син седящ отдясно на силата и идещ с небесните облаци. (Марк 14, 62)
- Човешки Син (Марк 2, 10; 14, 62)
- Юдейски цар (Марк 15, 2)
- Израилев цар (Йоан 12, 13)
- Агнец Божий (Йоан 1, 29; 1, 36)
- първосвещеник (Марк 2, 26; Йоан 11, 19; 11, 51; 18,13)
- словото стана плът и пребиваваше между нас; и видяхме славата Му, слава като на Единородния от Отца (Йоан 1,14)
- добър пастир (Матей 2, 6; 9, 36, Марк 6,34; Йоан 10, 11; 10, 14; 1016)
- (Аз съм) хлябът на живота (Йоан 6)
- светлина на света (Йоан 9, 5; 12, 46)
- светлина на човеците (Йоан 1, 4)
- равви (учител) (Йоан 1, 38)

Различно се тълкува Хритос от представителите на трите писмени религии: юдаизъм, християнство и ислям, техните разклонения и секти.
Иисус Христос стои в центъра на учението и каноните на различните християнски църкви. Между православните църкви, приели решенията на Халкедонския вселенски събор (Никео-Цариградски символ на вярата) и западните църкви няма различия в областта на вероучението. Христологията на древната Църква се развива главно на Изток, разбира се и с участието на Запада, и се явява и до днес общо наследство на православието и католичеството, но акцентите се поставят различно.
Православната Църква изповядва, че е Една, Света, Съборна и Апостолска Църква (1 Тим. 3,15), което твърди и Католическата (= съборна) църква и след Голямата схизма (1054 г.). Централно различие и главна догматическа причина за разделението на двете най-големи църкви е христологичният спор за Филиоквето (9 в.) – вижте Верую (Символ на вярата). Общо казано, Православната църква подчертава божествената природа на Христос повече от човеческата.
Понятия от древните литургически текстове и богословието като Богочовек, ипостас (χυποστασις – учението се появява в началото на 6 в., вероятно чрез Йоан Граматик), същност и единосъщност, природа (φύσις) и както и споровете за Светата Троица и природата на Иисус Христос са централни в христологическите спорове, които са най-продължителните и драматичните в историята на Църквата. През 4 в. на Първия и Втория вселенски събори се изясняват въпроси, свързани с единството на Божествената Троица. Според Арий Христос не е равен на Бог-Отец, а само нему подобен (подобосъщен / ομοιούσιος), докато александрийският епископ Александър твърди, че Христос е единосъщен (ομοοούσιος) с Отца. Първият вселенски събор утвърждава православното учение за единосъщието, формулирано в Символа на вярата. През 5 век се оформя христологическото учение за тайната на Боговъплъщението: начина на съединение и единството на Божествената и човешката природа в Лицето на Господа Иисуса Христа. Дева Мария е обявена от Ефеския вселенски събор Богородица и осъжда Теодор Мопсуетски, който твърди, че Христос има две разделни естества. Така несторианството, което разделя двете естества в Христа – божественото и човешкото, и ги приписва на две отделни лица, е осъдено през 431 г. на Третия Вселенски събор в Ефес. Крайната реакция поражда монофизитството, което отъждествява понятията природа и ипостас, от което следва съединението на двете естества в Христа – Иисус Христос е не Богочовек, а само Бог, а човешката му природа е изчезнала, както изчезва капка в морето. През 499 г. като разсадник на несторианството е закрита Едеската школа, но тя се преселва в Персия (Низибийска школа). В същата година персийските християни се отделят от Източната църква и образуват свой патриархат. Несторианството се разпространява в Индия, Китай и Монголия. На Четвъртия вселенски Халкидонски събор (май 451 г.) монофизитите търпят поражение. Приема се най-важната догматическа формулировка на Православното вероучение: „Следвайки светите отци, всички съгласно учим да бъде изповядван един и същият Син, Господ наш Иисус Христос, съвършен по отношение на Божествената Си природа и съвършен по отношение на човешката Си природа, истински Бог и истински човек, с разумна душа и тяло, единосъщен на Отца по Божествена природа и единосъщен нам по човешка природа, във всичко подобен на нас, освен в греха, роден преди всички векове от Отца по Божествена природа, а в последните дни, заради нас и заради нашето спасение, (роден) от Дева Мария Богородица по човешка природа, един и същият Христос, Син, Господ, Единороден, познаван в две естества неслитно, неизменно, неразделно и неразлъчно, не на две лица разсичан или разделян, но един и същият Син и Единороден, Бог Слово, Господ Иисус Христос.“
След Четвъртия вселенски Халкидонски събор монофизитството обаче продължава да се вероизповядва в източната част на Византийската империя от сирийци, копти, етиопци и арменци. Икуменическите диалози и спорове между православни и противохалкидонци траят до днес. В последната Съвместна декларация на „Смесената комисия за диалог между Православната Църква и ориенталските Православни църкви“ (1993 г.) се казва: „Ние ясно разбрахме, че нашите две семейства винаги вярно са пазили една и съща истинска православна христологическа вяра и непрекъснато апостолско предание, макар да са ползували по различен начин христологическите термини… Двете страни са съгласни, че снемането на анатемите и запрещенията ще бъде основано на твърдението, че съборите и лицата, които по-рано са били предадени на анатема или осъдени, не са били еретически“.  Тази декларация се приема от едни, но се осъжда от други православни християни. Част от причините за това са отказът на източните църкви да признаят напълно Четвъртия вселенски Халкидонски събор. 
Учението на монотелитите, според които Христос има една воля, но едно действие, е осъдено от Шестия вселенски събор (680 – 681) и след това постепенно изчезва.

## Концепции на по-новите христологии в някои научни среди
Спорът, доколко концепциите в по-новата христология от 17 – 18 в. насам са научни, е неразрешим. Най-важни в рационализма са въпросите, какво мнение за себе си е имал историческият Христос и как са го възприемали съвременниците му. Главен проблем е различаването на историческата личност Иисус Назарянина от Иисус Христос (Божия син). В академическите изследвания върху Новия завет на подобни въпроси се дават различни отговори. През 19 в. немски учени провеждат сравнителен литературен анализ на текстовете и твърдят, че най-старото евангелие е това на Марк и че Матей и Лука, които не са се познавали, са го ползвали като главен източник. Такова е преобладаващото днес мнение в т.нар. „прогресивна теология“.
В догматичната христология на Православната църква някои учени намират останки на монофизитсвото, както и в догматичната христология на Католическата църква такива на несторианството.

## Христология на иконописта
Най-важните титли и имена на Иисус Христос на икони
- IC ХС
- ІИС ХС (на руски икони след около 1670 г.)
- Вседържител (Пантократор)
- Спасител
- Алфа и Омега (на западни икони)
- Цар на царете
- Благодатен (Евергетис)
- Единороден син
- Емануил

Имена на Христовата икона според Първата ерминия на Дичо Зограф (1835 – 1839)
- Вседържител, Животодавец, Спасител на света, Милостивият, Вестител на велик съвет, Човеколюбивият, Емануил